# François Césaire de Mahy
François Césaire de Mahy, né à Saint-Pierre de La Réunion le 22 juillet 1830 et mort à Paris 7e le 19 novembre 1906, est un homme politique français.

## Biographie
Fils de Césaire-François de Mahy et de Marie Claude Adélaïde Le Coat de Kerveguen, neveu de Gabriel Le Coat de Kerveguen et de Denis François Le Coat de Kerveguen, il naît à Saint-Pierre dans une famille de notables d'un père qui sera élu maire de cette ville en 1841. Le jeune François va d'abord au collège à Saint-Denis avant de poursuivre ses études au lycée Henri-IV à Paris. Il ne reviendra dans sa ville natale qu'en 1857, soit deux ans après avoir obtenu son doctorat de médecine. Le contact de ses nombreux patients fait naître en lui une vocation pour la politique qui l'amène à projeter de repartir pour la capitale.
Un cyclone tropical le conduit à annuler son projet et à s'engager localement. Il fait ses premières armes dans le journalisme, précisément au Courrier de Saint-Pierre. Il développe bientôt avec Alexandre Robinet de La Serve un projet de réforme coloniale qui déboucherait sur l'assimilation législative de l'île à la métropole. Lorsque la Troisième République est proclamée et que deux sièges de députés sont accordés à la Réunion, il se présente finalement comme candidat républicain, comme son ami. Ils sont largement élus le 20 novembre 1870. Il siège à l'Assemblée nationale jusqu'à sa mort survenue pendant un mandat. Inscrit au groupe de la gauche républicaine, il est en mai 1877, l'un des 363 députés qui s'opposent au gouvernement de Broglie. Il fait preuve pendant tout ce temps d'un anticléricalisme prononcé, même s'il vote contre la séparation des Églises et de l'État en 1905.
C'est depuis son poste de député qu'il s'intéresse à tous les aspects de la politique coloniale de la France tout en continuant à exercer comme médecin et journaliste et en s'engageant dans la franc-maçonnerie. Aussi, si Jules Grévy fait de lui son ministre de l'Agriculture en 1882, il devient ensuite ministre de la Marine et des Colonies en 1883. Il occupe encore ce poste sous le premier gouvernement de Pierre Tirard en 1887. Pendant ces quelques années, il soutient activement le projet de colonisation de Madagascar par son pays. Lorsque la Grande Île est finalement prise, il participe à la politique de « pacification » de celle-ci menée par Joseph Gallieni en incitant les Réunionnais à s'installer là-bas.

## Distinctions
- Commandeur de l'ordre du Mérite agricole (1900)

## Portrait d'un député

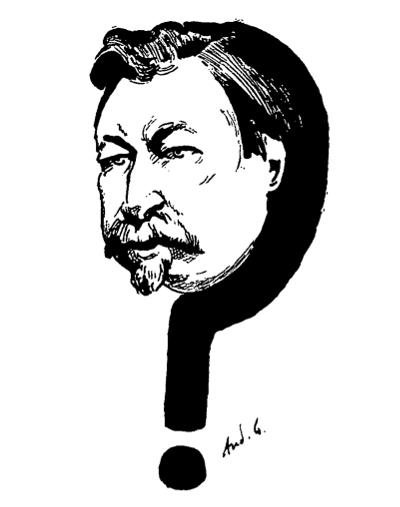
Caricature par André Gill.

« Indiscret comme une portière, curieux jusqu'à l'importunité, M. de Mahy est comme ces gens qui se promènent, une chandelle à la main, dans tous les coins que l'on voudrait laisser obscurs. Il inonde de lumière les sous-sols de la politique, il place des bougies dans les couloirs de l'arbitraire, il allume des feux de Bengale dans les ténèbres de la coalition ordremoralienne. Il pose le gaz dans les replis tortueux de la conscience des ex-fonctionnaires impériaux encore nourris par la République. — Enfin, c'est tout simplement un être détestable et gênant qui veut à toute force que la France sache comment, avec quoi et par qui est faite la cuisine que l'on doit lui faire manger un de ces jours. »

## Publications
- Essai sur les lésions traumatiques que la femme peut éprouver pendant l'accouchement, thèse de médecine, 1855, Texte en ligne
- Autour de l'île Bourbon et de Madagascar, fragments de lettres familières, A. Lemerre, Paris, 1891. Réédition : H. Champion, Paris, 1994.